# کشور وحشی وحشی
کشور وحشی وحشی (به انگلیسی: Wild Wild Country) یک مستند سریالی شش قسمتی دربارهٔ گوروی هندی، باگوان شری راجنیش (اوشو) و جنبش راجنیش است که در ۱۶ مارس ۲۰۱۸ در نت‌فلیکس منتشر شد.

## بازخوردها
بر اساس نظرات ۱۳ منتقد که توسط وبگاه راتن تومیتوز جمع‌آوری شده، ۱۰۰٪ آنها نظر مثبتی داشتند و به‌طور میانگین نمره ۷ از ۱۰ به این مستند سریالی داده‌اند.

## قسمت ها
| شم. | عنوان      | تاریخ پخش اصلی |
| --- | ---------- | -------------- |
| ۱   | «اپیزود ۱» | ۱۶ مارس ۲۰۱۸   |
| ۲   | «اپیزود ۲» | ۱۶ مارس ۲۰۱۸   |
| ۳   | «اپیزود ۳» | ۱۶ مارس ۲۰۱۸   |
| ۴   | «اپیزود ۴» | ۱۶ مارس ۲۰۱۸   |
| ۵   | «اپیزود ۵» | ۱۶ مارس ۲۰۱۸   |
| ۶   | «اپیزود ۶» | ۱۶ مارس ۲۰۱۸   |